# West Morton (Dakota del Norte)
West Morton es un territorio no organizado (en inglés, unorganized territory, UT) ubicado en el condado de Morton, Dakota del Norte, Estados Unidos. Según el censo de 2020, tiene una población de 1025 habitantes.

## Geografía
Está ubicado en las coordenadas 46°49′52″N 101°41′2″O / 46.83111, -101.68389 (46.83125, -101.683961). Según la Oficina del Censo de los Estados Unidos, tiene una superficie total de 2123.51 km², de la cual 2118.48 km² corresponden a tierra firme y 5.03 km² son agua.

## Demografía
Según el censo de 2020, hay 1025 personas residiendo en la zona. La densidad de población es de 0.48 hab./km². El 95.22% de los habitantes son blancos, el 0.39% son afroamericanos, el 0.59% son asiáticos, el 0.98% son de otras razas y el 2.83% son de una mezcla de razas. Del total de la población, el 1.46% son hispanos o latinos de cualquier raza.